# Begonia auriculata
Espèce
Synonymes
- Begonia sciaphila var. longipedunculata R.Wilczek[1]

Begonia auriculata est une espèce de plantes de la famille des Begoniaceae.
L'espèce fait partie de la section Filicibegonia.
Elle a été décrite en 1871 par Joseph Dalton Hooker (1817-1911).

## Répartition géographique
Cette espèce est originaire du pays suivant : Gabon.